# Bjuvs landskommun
Bjuvs landskommun var en tidigare kommun i dåvarande Malmöhus län.

## Administrativ historik
Kommunen bildades i Bjuvs socken i Luggude härad i Skåne när 1862 års kommunalförordningar trädde i kraft. 
25 september 1891 inrättades Bjuvs municipalsamhälle som upphörde 1946 när kommunen ombildades till Bjuvs köping som 1971 ombildades till Bjuvs kommun.

## Politik

### Mandatfördelning i Bjuvs landskommun 1938-1942
| 21 | 4 |

| 23 |

| 2 | 19 | 4 |

| 23 |